# Білянська сільська рада (Чернівецький район)
| Білянська сільська рада — колишній орган місцевого самоврядування у Чернівецькому районі Вінницької області з адміністративним центром у с. Біляни. Сільській раді були підпорядковані населені пункти: - с. Біляни |

## Склад ради
Рада складалася з 18 депутатів та голови.

## Керівний склад сільської ради
| ПІБ                          | Основні відомості                                                  | Дата обрання | Дата звільнення |
| ---------------------------- | ------------------------------------------------------------------ | ------------ | --------------- |
| Гаврилюк Настасія Миколаївна | Сільський голова, 1952 року народження, освіта , позапартійна      | 26.03.2006   | 28.04.2009      |
| Білик Андрій Васильович      | Сільський голова, 1969 року народження, освіта вища , безпартійний | 31.10.2010   |                 |

Примітка: таблиця складена за даними джерела 

## Історія
Вінницька обласна рада рішенням від 5 березня 2019 року внесла в адміністративно-територіальний устрій області такі зміни: у Чернівецькому районі перейменувала Білянівську сільраду на Білянську.